# 宮和田光胤
宮和田 光胤（みやわだ みつたね、文化13年（1816年） - 明治21年（1888年）3月8日）は、幕末から明治時代の国学者。通称は又右衛門。

## 経歴・人物
下総国相馬郡宮和田村（現・茨城県取手市）に生まれる。はじめ千葉周作の門に入り剣術を能くし、平田銕胤に国学を学んだ。維新前は江戸や堺にて尊攘運動家と交流し、維新後は刑法官となり、のち東京深川の富岡八幡宮の神職となった。長男の勇太郎は足利三代木像梟首事件に、次男の進は大村益次郎の暗殺に関与した。